# Rovereto
Rovereto (Alemão:Rofreit) é uma comuna italiana da região do Trentino-Alto Ádige, província de Trento, com cerca de 33.175 habitantes. Estende-se por uma área de 50 km², tendo uma densidade populacional de 664 hab/km². Faz divisa com Villa Lagarina, Calliano, Pomarolo, Folgaria, Volano, Isera, Nogaredo, Mori, Terragnolo, Trambileno, Vallarsa e Ala.

## Imagens

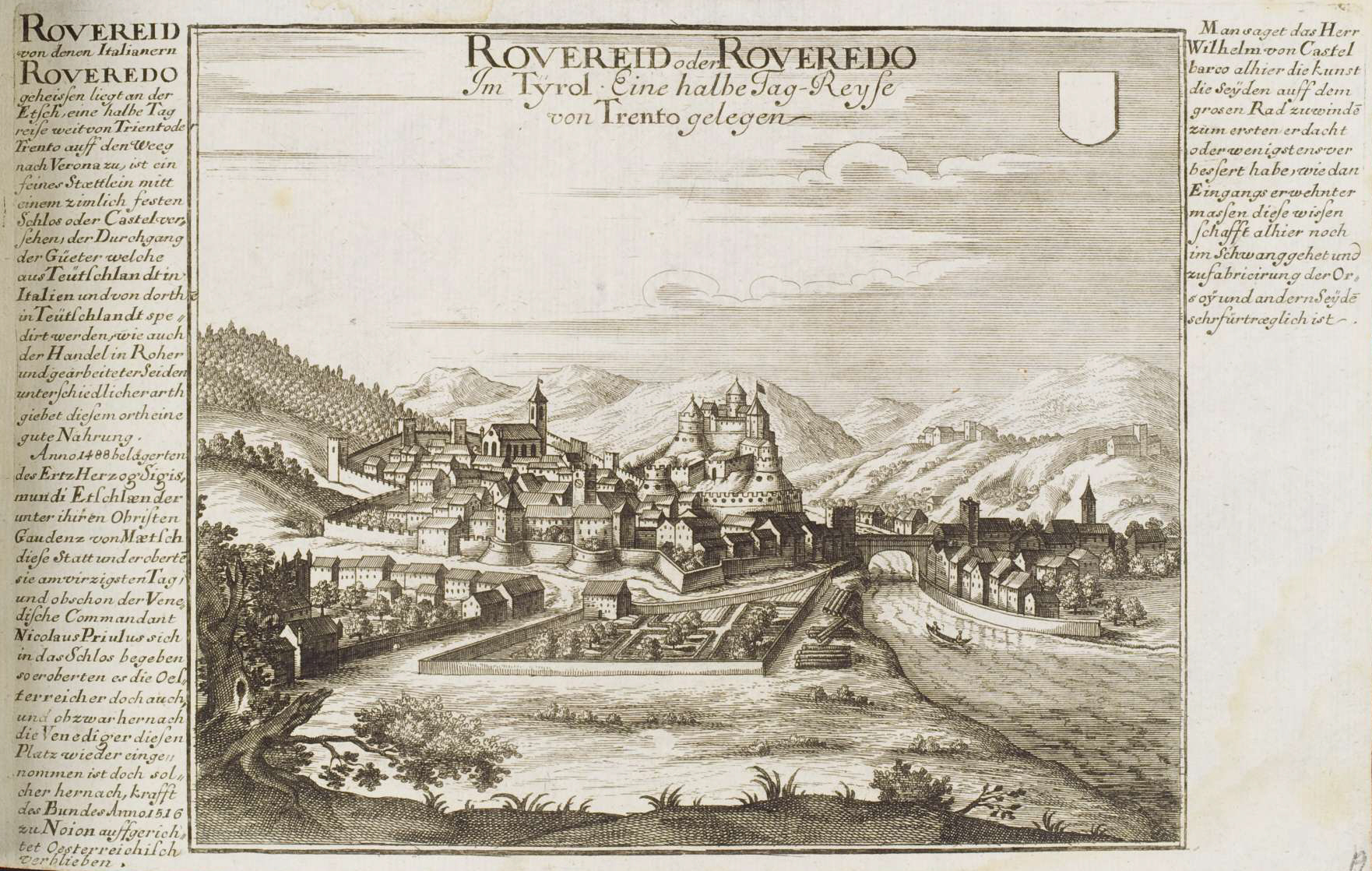
Rovereto por volta de 1700, em imagem da época
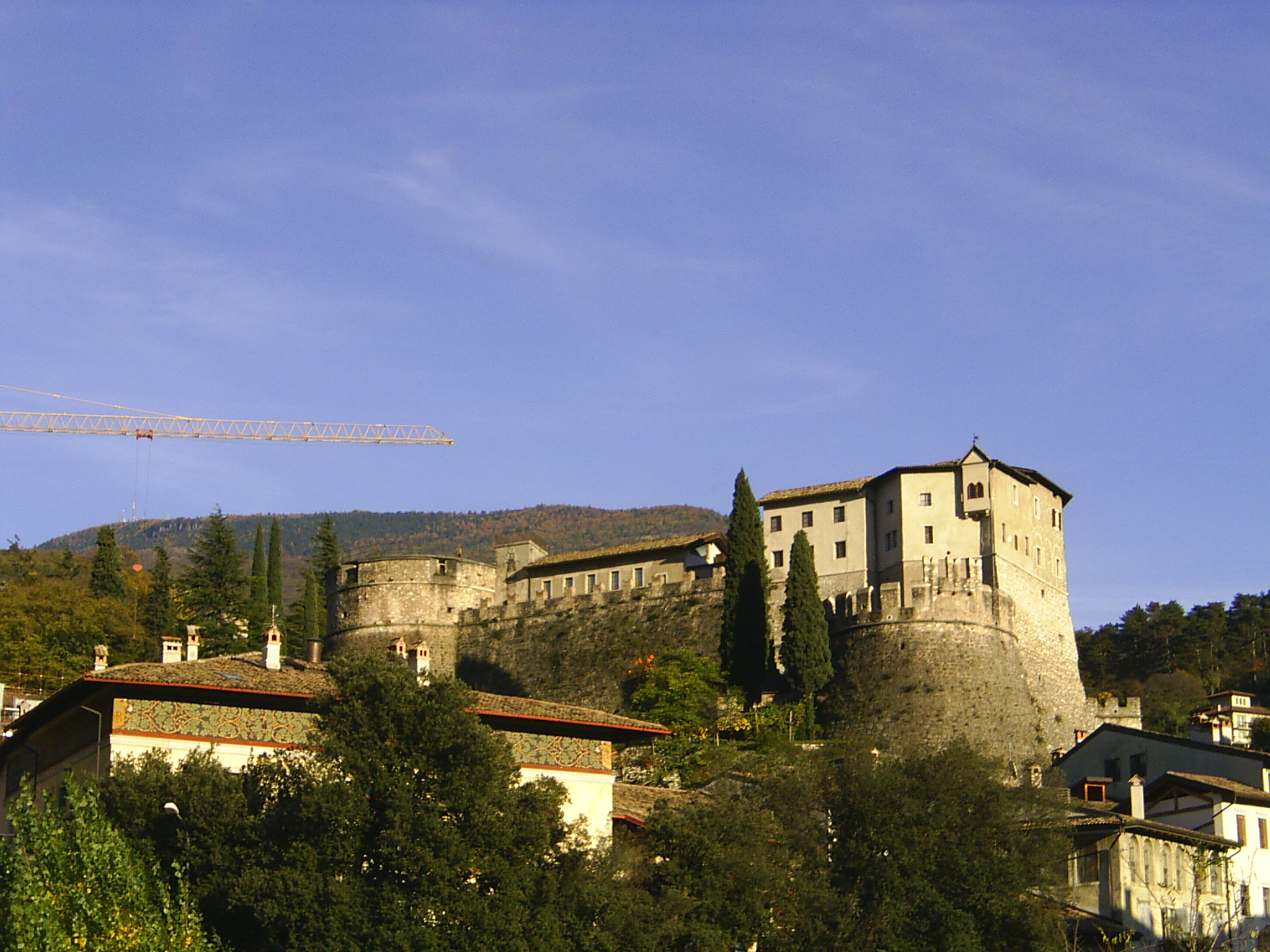
Castelo de Rovereto
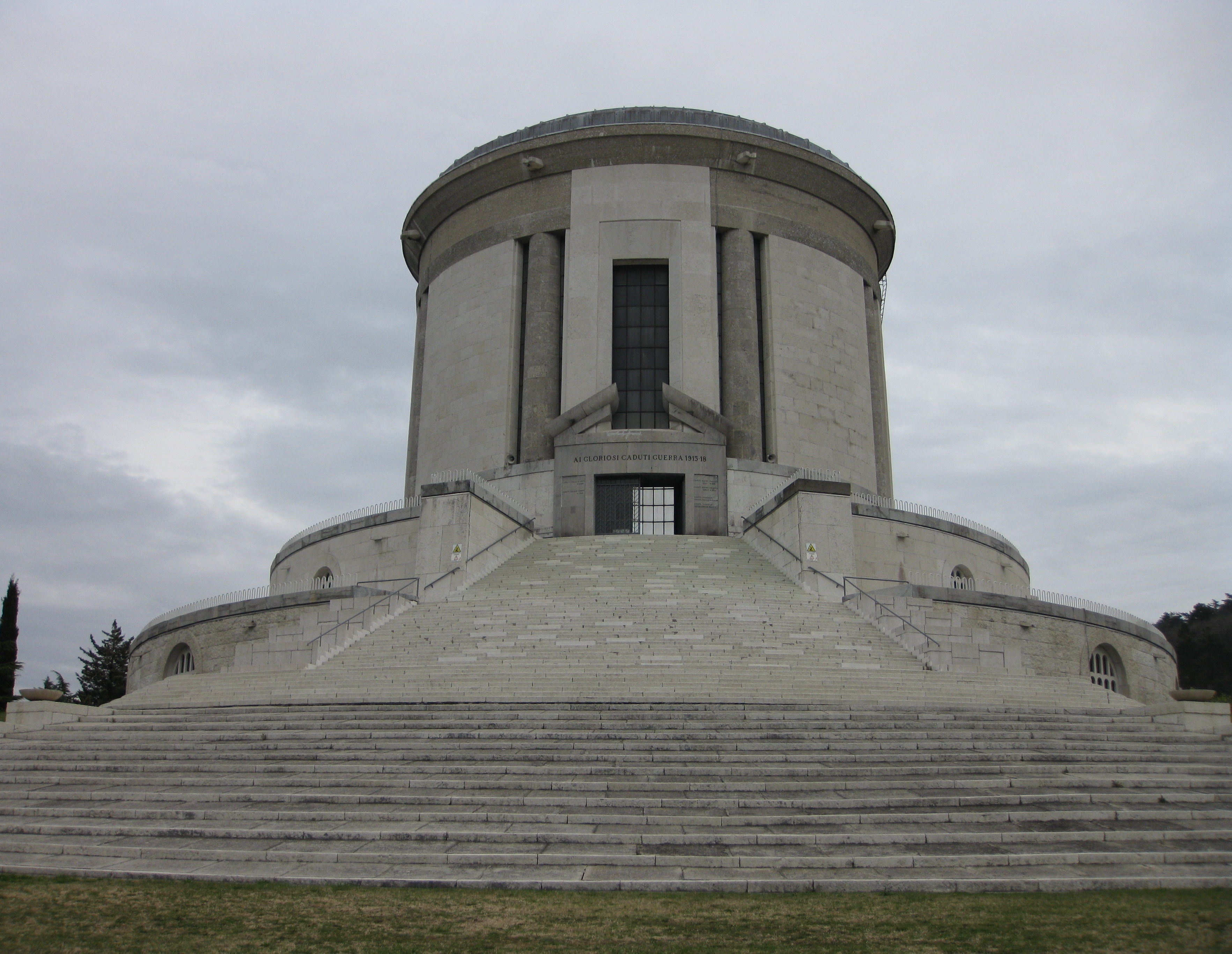
Ossário do Castelo Dante
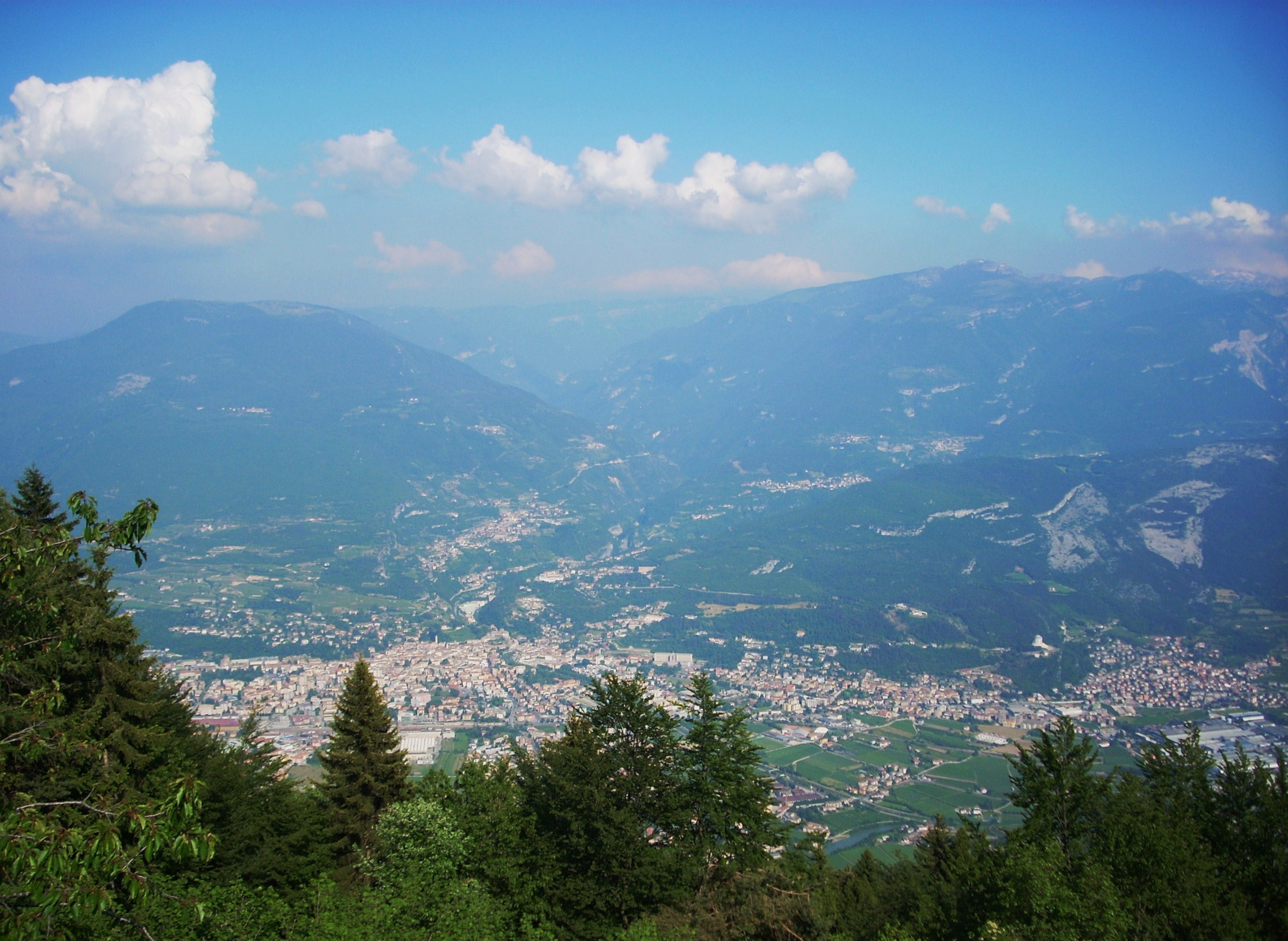
Panorama de Rovereto, visto de Malga Somator